# Барабанов, Пётр Иванович
Пётр Ива́нович Бараба́нов (12 июля 1921 — 20 ноября 1986) — советский военнослужащий, участник Великой Отечественной войны, командир взвода 28-го танкового полка 16-й гвардейской механизированной бригады 6-го гвардейского механизированного корпуса 4-й танковой армии 1-го Украинского фронта, офицер, гвардии лейтенант.
Герой Советского Союза (24 мая 1944), старший лейтенант запаса с ноября 1945 года.

## Биография
Родился 12 июля 1921 года в городе Брянске в семье крестьянина. Русский. В 1939 году окончил среднюю школу. Работал помощником бригадира тракторной бригады в колхозе.
В Красной армии с 1940 года. Служил механиком-водителем танка КВ в 23-м танковом полку 12-й танковой дивизии Киевского особого военного округа. Член ВКП(б) с 1941 года.
Участник Великой Отечественной войны с июня 1941 года в должности механика-водителя танка, затем командира танкового взвода. В октябре 1942 года окончил 1-е Ульяновское танковое училище. Воевал на Юго-Западном, Южном, Западном, Донском, Брянском, 1-м Украинском фронтах. В боях четырежды ранен.
Участвовал:
- в танковом сражении в районе городов Броды, Дубно, в боях западнее города Днепропетровска, на Минском шоссе под Москвой — в 1941 году;
- в контрнаступлении под Сталинградом — в 1942—1943;
- в боях на Орловско-Курской дуге — в 1943;
- в Проскуровско-Черновицкой операции, в том числе в освобождении города Каменец-Подольский, в Львовско-Сандомирской операции, в боях на Сандомирском плацдарме — в 1944.

Командир взвода 28-го танкового полка 16-й гвардейской танковой бригады гвардии лейтенант Барабанов в период с 26 марта по 3 апреля 1944 года в составе разведгруппы совершил рейд в тыл противника. Громя гитлеровцев, разведгруппа вышла к реке Днестр в районе сёл Демшино, Студеница (Каменец-Подольский район Хмельницкой области) и нарушила переправу противника. За время рейда по тылам противника ему был нанесён большой урон.
Указом Президиума Верховного Совета СССР от 24 мая 1944 года «за образцовое выполнение боевых заданий командования на фронте борьбы с немецкими захватчиками и проявленные при этом мужество и геройство» гвардии лейтенанту Барабанову Петру Ивановичу присвоено звание Героя Советского Союза с вручением ордена Ленина и медали «Золотая Звезда» (№ 2302).
С ноября 1945 года старший лейтенант П. И. Барабанов — в запасе. Жил в городе Сочи. Работал станочником на консервном комбинате, затем инспектором снабжения Спецстроительства № 9.
Умер 20 ноября 1986 года. Похоронен в Сочи на Центральном кладбище.

## Награды и звания
- Медаль «Золотая Звезда» Героя Советского Союза (№ 2302)
- Орден Ленина
- Орден Отечественной войны I степени
- Орден Отечественной войны II степени
- Медали, в том числе:
  - Медаль «За победу над Германией в Великой Отечественной войне 1941—1945 гг.»
  - Юбилейная медаль «Двадцать лет Победы в Великой Отечественной войне 1941—1945 гг.»
  - Юбилейная медаль «Тридцать лет Победы в Великой Отечественной войне 1941—1945 гг.»
  - Юбилейная медаль «Сорок лет Победы в Великой Отечественной войне 1941—1945 гг.»
- Почётный гражданин села Студеница Каменец-Подольского района Хмельницкой области.